# Neotorularia dentata
Neotorularia dentata là một loài thực vật có hoa trong họ Cải. Loài này được (Freyn & Sint.) Hedge & J. Léonard mô tả khoa học đầu tiên năm 1986.